# 第32回サターン賞
第32回サターン賞（だい32かいサターンしょう）は、2005年の優秀なサイエンスフィクション・ファンタジー映画・ホラー映画・アクション映画・アドベンチャー映画に贈られる賞である。2006年2月にノミネートが発表され6月に受賞結果が発表された。
以下は、ノミネートと受賞の全リストである。 太字は受賞者、受賞作品である。

## 映画賞

### SF映画賞
- ファンタスティック・フォー ［超能力ユニット］
- アイランド
- ジャケット
- セレニティー
- スター・ウォーズ エピソード3/シスの復讐
- 宇宙戦争

### ファンタジー映画賞
- バットマン ビギンズ
- チャーリーとチョコレート工場
- ハリー・ポッターと炎のゴブレット
- キング・コング
- ナルニア国物語/第1章: ライオンと魔女
- ザスーラ

### ホラー映画賞
- コンスタンティン
- ランド・オブ・ザ・デッド
- ソウ2
- エミリー・ローズ
- スケルトン・キー
- ウルフクリーク/猟奇殺人谷

### アクション/アドベンチャー/スリラー映画賞
- ヒストリー・オブ・バイオレンス
- フライトプラン
- キスキス,バンバン
- Mr.&Mrs. スミス
- オールド・ボーイ
- レッド・アイ
- シン・シティ

### アニメ映画賞
- チキン・リトル
- ティム・バートンのコープスブライド
- ハウルの動く城
- リトル・レッド レシピ泥棒は誰だ!?
- マダガスカル
- ウォレスとグルミット 野菜畑で大ピンチ!

### 主演男優賞
- クリスチャン・ベール - 『バットマン ビギンズ』
- ピアース・ブロスナン -『The Matador』
- ヘイデン・クリステンセン - 『スター・ウォーズ エピソード3/シスの復讐』
- トム・クルーズ - 『宇宙戦争』
- ロバート・ダウニー・Jr  - 『キスキス,バンバン』
- ヴィゴ・モーテンセン - 『ヒストリー・オブ・バイオレンス』

### 主演女優賞
- ジョディー・フォスター - 『フライトプラン』
- ローラ・リニー - 『エミリー・ローズ 』
- レイチェル・マクアダムス  - 『パニック・フライト』
- ナタリー・ポートマン - 『スター・ウォーズ エピソード3/シスの復讐』
- ティルダ・スウィントン - 『ナルニア国物語/第1章: ライオンと魔女 』
- ナオミ・ワッツ - 『キング・コング』

### 助演男優賞
- ウィリアム・ハート - 『ヒストリー・オブ・バイオレンス』
- ヴァル・キルマー - 『キスキス,バンバン』
- イアン・マクダーミド - 『スター・ウォーズ エピソード3/シスの復讐』
- キリアン・マーフィー - 『ヒストリー・オブ・バイオレンス』
- リーアム・ニーソン - 『バットマン ビギンズ』
- ミッキー・ローク - 『シン・シティ』

### 助演女優賞
- ジェシカ・アルバ - 『シン・シティ』
- ジェニファー・カーペンター - 『エミリー・ローズ』
- サマー・グロー - 『セレニティー』
- ケイティ・ホームズ - 『バットマン ビギンズ』
- ミシェル・モナハン - 『キスキス,バンバン』
- ジーナ・ローランズ - 『スケルトン・キー』

### 若手俳優賞（子役賞）
- アレックス・エテル - 『ミリオンズ』
- ダコタ・ファニング  - 『宇宙戦争』
- フレディ・ハイモア - 『チャーリーとチョコレート工場』
- ジョシュ・ハッチャーソン - 『ザスーラ』
- ウィリアム・モーズリー - 『ナルニア国物語/第1章: ライオンと魔女』
- ダニエル・ラドクリフ - 『ハリー・ポッターと炎のゴブレット』

### 監督賞
- アンドリュー・アダムソン - 『ナルニア国物語/第1章: ライオンと魔女』
- ピーター・ジャクソン - 『キング・コング』
- ジョージ・ルーカス - 『スター・ウォーズ エピソード3/シスの復讐』
- マイク・ニューウェル - 『ハリー・ポッターと炎のゴブレット』
- クリストファー・ノーラン - 『バットマン ビギンズ』
- スティーヴン・スピルバーグ - 『宇宙戦争』

### 脚本賞
- クリストファー・ノーラン、デヴィッド・S・ゴイヤー - 『バットマン ビギンズ』
- アンドリュー・アダムソン、クリストファー・マルクス、スティーヴン・マクフィーリー  - 『ナルニア国物語/第1章: ライオンと魔女』
- スティーブ・クローブス - 『ハリー・ポッターと炎のゴブレット』
- ピーター・ジャクソン、フラン・ウォルシュ、フィリッパ・ボウエン - 『キング・コング』
- ローレンス・ベンダー - 『スター・ウォーズ エピソード3/シスの復讐』
- スティーヴン・スピルバーグ - 『宇宙戦争』

### 音楽賞
- バットマン ビギンズ
- チャーリーとチョコレート工場
- ハリー・ポッターと炎のゴブレット
- キスキス,バンバン
- スター・ウォーズ エピソード3/シスの復讐
- 宇宙戦争

### 衣装デザイン賞
- バットマン ビギンズ
- ナルニア国物語/第1章:ライオンと魔女
- チャーリーとチョコレート工場
- ハリー・ポッターと炎のゴブレット
- キング・コング
- スター・ウォーズ エピソード3/シスの復讐

### メイクアップ賞
- ナルニア国物語/第1章:ライオンと魔女
- 『ハリー・ポッターと炎のゴブレット』
- 『キング・コング』
- 『ランド・オブ・ザ・デッド 』
- 『シン・シティ』
- 『スター・ウォーズ エピソード3/シスの復讐』

### 特殊効果賞
- 『バットマン ビギンズ』
- 『ナルニア国物語/第1章:ライオンと魔女』
- 『ハリー・ポッターと炎のゴブレット』
- 『スター・ウォーズ エピソード3/シスの復讐』
- 『キング・コング』
- 『宇宙戦争』